# Contea di Greene (Indiana)
La contea di Greene (in inglese Greene County) è una contea dello Stato dell'Indiana, negli Stati Uniti. La popolazione al censimento del 2010 era di 33 165 abitanti. Il capoluogo di contea è Bloomfield.

## Contee confinanti
- Contea di Clay - nord
- Contea di Owen - nord
- Contea di Monroe - est
- Contea di Lawrence - sud-est
- Contea di Martin - sud
- Contea di Daviess - est
- Contea di Knox - sud-ovest
- Contea di Sullivan - ovest

## Comuni
Nella contea sono presenti due city e 5 town. Vi sono inoltre 2 census-designated place e una quarantina di unincorporated community.
- Bloomfield - town
- Jasonville - city
- Linton - city
- Lyons - town
- Newberry - town
- Switz City  - town
- Worthington - town

### Census-designated places
- Owensburg
- Scotland

### Unincorporated community
...
- Tulip

...

## Township
Come tutte le contee dell'Indiana, la contea di Greene è suddivisa in Civil townships. Sono 15 e si ripartiscono il territorio della contea in maniera piuttosto regolare su tre fasce, da nord a sud, di 5 township ognuna:
| - Beech Creek - Cass - Center - Fairplay - Grant | - Highland - Jackson - Jefferson - Richland - Smith | - Stafford - Stockton - Taylor - Washington - Wright |